# Giovanni van Bronckhorst
Giovanni van Bronckhorst, surnommé Gio, né le 5 février 1975 à Rotterdam aux Pays-Bas, est un ancien footballeur international néerlandais devenu entraîneur. 
Défenseur ou milieu de terrain, il compte 106 sélections pour 6 buts inscrits en Oranje et a joué en club notamment avec le Feyenoord Rotterdam, les Glasgow Rangers, Arsenal FC et le FC Barcelone. Il met un terme à sa carrière de footballeur à la suite de la Coupe du monde 2010, après un match amical joué par son club.
Il entraîne par la suite le Feyenoord Rotterdam entre 2015 et 2019 puis le Guangzhou R&F.

## Biographie

### Origines
Giovanni Van Bronckhorst est né à Rotterdam d'un père indo, Victor van Bronckhorst, et d'une mère indonésienne originaire des Moluques, Fransien Sapulette.

### En club
Giovanni van Bronckhorst est formé par l'un des clubs de la ville, le Feyenoord Rotterdam. Il effectue la majeure partie de sa carrière hors de son pays. Après des débuts professionnels au RKC Waalwijk, où il est prêté lors de la saison 1993-1994, il revient dans le club avec lequel il est sous contrat pour y jouer les quatre saisons suivantes. Au Feyenoord, il évolue aux côtés d'Henrik Larsson et commence à se faire connaître. Il signe alors avec les Glasgow Rangers en 1998, club qu'il fréquentera durant trois ans, notamment sous les ordres de Dick Advocaat. Il joue alors en position de milieu offensif.
Après de nombreux succès en Écosse, Van Bronckhorst s'engage avec Arsenal, qui débourse près de 13 millions d'euros pour s'assurer ses services. Il est destiné alors à remplacer Emmanuel Petit au milieu de terrain. Sous la direction d'Arsène Wenger, il participe à la conquête du titre de champion d'Angleterre lors de la saison 2001-2002 mais se blesse rapidement au genou droit. À son retour sur les terrains, Edu et Gilberto Silva sont devenus des membres à part entière de l'équipe londonienne. Le Néerlandais est ainsi relégué sur le banc de touche. Il est prêté à l'été 2003 au FC Barcelone.

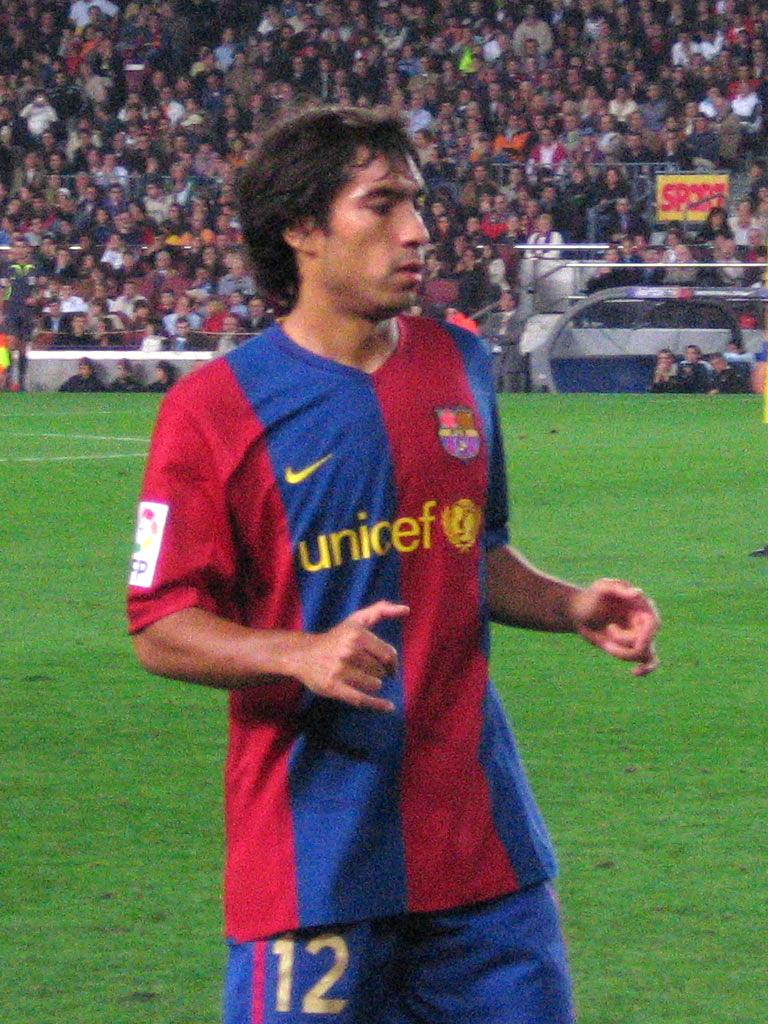
Gio au FC Barcelone.

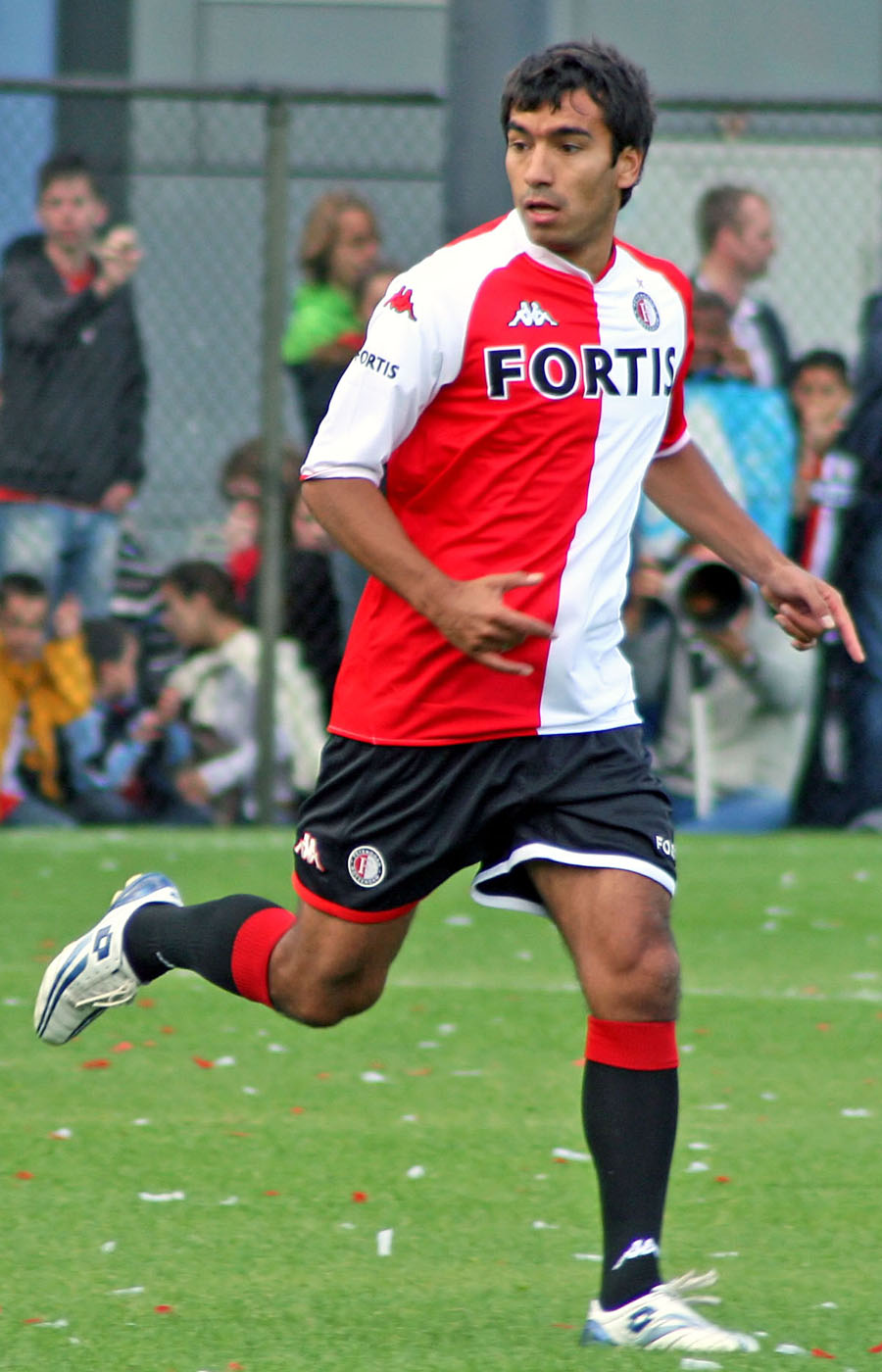
Van Bronckhorst avec le Feyenoord en 2007.

À son arrivée en Catalogne, son compatriote Frank Rijkaard le replace au poste de latéral gauche. À la suite d'une première saison réussie en Catalogne, le Barça le transfère définitivement. Il remporte alors deux Liga en 2005 et 2006, mais surtout la Ligue des champions 2006. Il était notamment présent lors du premier but de Lionel Messi au Barça. Sa dernière année au club catalan est plus poussive.
En juin 2007, Giovanni van Bronckhorst signe pour trois ans avec le club de ses débuts, le Feyenoord Rotterdam. Dès sa première saison il remporte la coupe des Pays-Bas. Il est titularisé lors de la finale qui a lieu le 27 avril 2008 contre le Roda JC. Le Feyenoord s'impose ce jour-là par deux buts à zéro.

### En sélection
Giovanni van Bronckhorst honore sa première sélection avec l'équipe nationale des Pays-Bas le 31 août 1996 lors d'un match amical contre le Brésil. Il est titularisé au poste d'ailier gauche et les deux équipes se neutralisent (2-2). 
Van Bronckhorst inscrit son premier but avec les Pays-Bas le 4 juin 1997, lors d'un match amical contre l'Afrique du Sud. Titularisé, il ouvre le score après huit minutes de jeu, et son équipe s'impose finalement par deux buts à zéro.
Durant l'Euro 2008, il inscrit son premier but dans une grande compétition face à l'Italie en match de poules. 
Giovanni van Bronckhorst est retenu par le sélectionneur Bert van Marwijk pour participer à la Coupe du monde 2010, où il officie comme capitaine. Il marque notamment le premier but de la demi-finale avec les Pays-Bas contre l'Uruguay, frappe tirée de 39 mètres — pour une vitesse du ballon de 109 km/h — logée en lucarne droite. Le but est considéré comme l'un des plus beaux de l'événement. Ses prestations lui permettent de figurer dans l'équipe type de la compétition. Sa carrière internationale s'achève avec cette compétition. Il joue son dernier match lors de cette finale de coupe du monde perdue par les Néerlandais face à l'Espagne le 11 juillet 2010 (0-1 but d'Andrés Iniesta).
Il a été international néerlandais entre 1996 et 2010 et est l'un des rares joueurs comptant plus de 100 sélections avec la KNVB en équipe A.

### Profil de jeu
Giovanni van Bronckhorst est un joueur de couloir gauche avec une grande activité qui lui permet de s'adapter au poste de défenseur latéral ou de milieu. Il a même parfois joué plus haut sur le terrain du temps de ses débuts au Feyenoord.
Il est un défenseur très technique qui monte facilement à l'attaque et qui possède une grande capacité à centrer. La qualité de sa frappe lui permet de marquer régulièrement des buts.

### Comme entraîneur
Le 23 mars 2015 est annoncé la nomination de Giovanni van Bronckhorst au poste d'entraîneur principal du Feyenoord Rotterdam, succédant ainsi à Fred Rutten. Avec le Feyenoord il remporte deux coupes des Pays-Bas, en 2016 et en 2018.
Le 4 janvier 2020, il remplace Dragan Stojković à la tête du Guangzhou R&F.
Le 18 novembre 2021, Giovanni van Bronckhorst est nommé entraîneur des Glasgow Rangers, où il succède à Steven Gerrard, parti à Aston Villa. Le Néerlandais parvient à remporter une coupe nationale, à mener son équipe à une cinquième finale européenne et à une première qualification du club en Ligue des champions en douze ans. Il est toutefois limogé seulement un an après son arrivée en tant qu'entraîneur, le 21 novembre 2022, en raison de résultats insuffisants.
En juin 2024, Beşiktaş officialise son arrivée au poste d’entraîneur.
Le 30 novembre 2024, moins de 6 mois après son arrivée en Turquie, il est limogé de son poste d'entraîneur de Beşiktaş en raison des mauvais résultats du club.

## Statistiques de joueur
| Saison                | Club                  | Championnat             | Championnat | Championnat | Coupe(s) nationale(s) | Coupe(s) nationale(s) | Compétition(s) continentale(s) | Compétition(s) continentale(s) | Compétition(s) continentale(s) | Total | Total |
| Saison                | Club                  | Division                | M.          | B.          | M.                    | B.                    | Comp.                          | M.                             | B.                             | M.    | B.    |
| 1993-1994             | RKC Waalwijk          | Eredivisie              | 12          | 2           | -                     | -                     | -                              | -                              | -                              | 12    | 2     |
| Sous-total            | Sous-total            | Sous-total              | 12          | 2           | -                     | -                     | -                              | -                              | -                              | 12    | 2     |
| 1994-1995             | Feyenoord Rotterdam   | Eredivisie              | 10          | 1           | -                     | -                     | -                              | -                              | -                              | 10    | 1     |
| 1995-1996             | Feyenoord Rotterdam   | Eredivisie              | 33          | 9           | 1                     | 0                     | C2                             | 7                              | 0                              | 41    | 9     |
| 1996-1997             | Feyenoord Rotterdam   | Eredivisie              | 34          | 4           | -                     | -                     | C3                             | 6                              | 0                              | 40    | 4     |
| 1997-1998             | Feyenoord Rotterdam   | Eredivisie              | 32          | 8           | -                     | -                     | C1                             | 8                              | 2                              | 40    | 10    |
| Sous-total            | Sous-total            | Sous-total              | 109         | 22          | 1                     | 0                     | -                              | 21                             | 2                              | 131   | 24    |
| 1998-1999             | Glasgow Rangers       | Scottish Premier League | 35          | 7           | 5+4                   | 1+0                   | C3                             | 5                              | 1                              | 49    | 9     |
| 1999-2000             | Glasgow Rangers       | Scottish Premier League | 27          | 4           | 5+1                   | 2+0                   | C1+C3                          | 10+2                           | 0+0                            | 45    | 6     |
| 2000-2001             | Glasgow Rangers       | Scottish Premier League | 11          | 2           | 1                     | 1                     | C1                             | 7                              | 3                              | 19    | 6     |
| Sous-total            | Sous-total            | Sous-total              | 73          | 13          | 16                    | 4                     | -                              | 24                             | 4                              | 113   | 21    |
| 2001-2002             | Arsenal FC            | Premier League          | 21          | 1           | 1+3                   | 0+0                   | C1                             | 7                              | 0                              | 32    | 1     |
| 2002-2003             | Arsenal FC            | Premier League          | 20          | 1           | 5+1                   | 0+0                   | C1                             | 4                              | 0                              | 30    | 1     |
| 2003-2004             | Arsenal FC            | Premier League          | -           | -           | 1                     | 0                     | -                              | -                              | -                              | 1     | 0     |
| Sous-total            | Sous-total            | Sous-total              | 41          | 2           | 11                    | 0                     | -                              | 11                             | 0                              | 63    | 2     |
| 2003-2004             | FC Barcelone          | Liga                    | 34          | 1           | 5                     | 0                     | C3                             | 5                              | 0                              | 44    | 1     |
| 2004-2005             | FC Barcelone          | Liga                    | 29          | 4           | 1                     | 0                     | C1                             | 8                              | 0                              | 38    | 4     |
| 2005-2006             | FC Barcelone          | Liga                    | 19          | 0           | 4                     | 1                     | C1                             | 13                             | 0                              | 36    | 1     |
| 2006-2007             | FC Barcelone          | Liga                    | 23          | 0           | 6+1                   | 1+0                   | C1                             | 4                              | 0                              | 34    | 1     |
| Sous-total            | Sous-total            | Sous-total              | 105         | 5           | 17                    | 2                     | -                              | 30                             | 0                              | 152   | 7     |
| 2007-2008             | Feyenoord Rotterdam   | Eredivisie              | 32          | 7           | 6                     | 0                     | -                              | -                              | -                              | 38    | 7     |
| 2008-2009             | Feyenoord Rotterdam   | Eredivisie              | 27          | 1           | 3+1                   | 0+0                   | C3                             | 7                              | 1                              | 38    | 2     |
| 2009-2010             | Feyenoord Rotterdam   | Eredivisie              | 29          | 0           | 4                     | 2                     | C1                             | 2                              | 0                              | 35    | 2     |
| Sous-total            | Sous-total            | Sous-total              | 88          | 8           | 14                    | 2                     | -                              | 9                              | 1                              | 111   | 11    |
| Total sur la carrière | Total sur la carrière | Total sur la carrière   | 428         | 52          | 59                    | 8                     | -                              | 95                             | 7                              | 582   | 67    |

## Buts en sélection
| Buts | Date             | Lieu                          | Adversaire           | Résultat | Compétition                                              |
| ---- | ---------------- | ----------------------------- | -------------------- | -------- | -------------------------------------------------------- |
| 1.   | 4 juin 1997      | Johannesbourg, Afrique du Sud | Afrique du Sud       | 2-0      | Nelson Mandela Challenge                                 |
| 2.   | 2 septembre 2000 | Amsterdam, Pays-Bas           | République d'Irlande | 2-2      | Tours préliminaires à la Coupe du monde de football 2002 |
| 3.   | 12 février 2003  | Amsterdam, Pays-Bas           | Argentine            | 1-0      | Amical                                                   |
| 4.   | 28 mars 2007     | Celje, Slovénie               | Slovénie             | 1-0      | Éliminatoires du Championnat d'Europe de football 2008   |
| 5.   | 9 juin 2008      | Berne, Suisse                 | Italie               | 3-0      | Championnat d'Europe de football 2008 Match de poule     |
| 6.   | 6 juillet 2010   | Le Cap, Afrique du Sud        | Uruguay              | 3-2      | Coupe du monde de football de 2010 Demi-finale           |

## Statistiques d'entraîneur
Mis à jour le 10 novembre 2020.
| Feyenoord Rotterdam | 18 mai 2015    | 30 juin 2019    | 176 | 109 | 24 | 43 | 378 | 198 | +180 | 61.93 |
| Guangzhou R&F       | 4 janvier 2020 | 5 décembre 2020 | 21  | 6   | 5  | 10 | 24  | 38  | -14  | 28.57 |
| Total               | Total          | Total           | 197 | 115 | 29 | 53 | 402 | 236 | +166 | 58.38 |

## Palmarès joueur

### En équipe nationale
- 106 sélections et 6 buts en équipe des Pays-Bas entre 1996 et 2010
- Finaliste de la Coupe du monde 2010

### Avec le FC Barcelone
- Vainqueur de la Ligue des champions en 2006
- Champion d'Espagne en 2005 et 2006
- Vainqueur de la Supercoupe d'Espagne en 2005 et 2006

### Avec Arsenal FC
- Champion d'Angleterre en 2002
- Vainqueur de la Coupe d'Angleterre en 2002 et 2003
- Vainqueur du Community Shield en 2002

### Avec les Rangers FC
- Champion d'Écosse en 1999 et 2000
- Vainqueur de la Coupe d'Écosse en 1999 et 2000
- Vainqueur de la Coupe de la Ligue d'Écosse en 1998

### Avec le Feyenoord Rotterdam
- Vainqueur de la Coupe des Pays-Bas en 1995 et 2008

## Palmarès entraîneur

### Avec leFeyenoord Rotterdam
- Vainqueur de la Coupe des Pays-Bas en 2016 et 2018
- Champion du Championnat des Pays-Bas en 2017
- Vainqueur de la Supercoupe des Pays-Bas en 2018

### Avec lesRangers FC
- Finaliste de la Ligue Europa en 2022
- Vainqueur de la Coupe d'Écosse en 2022

### Avec leBeşiktaş JK
- Vainqueur de la supercoupe de turquie en 2024